# Frisson
"Frisson" é uma canção gravada pelo músico Tunai para seu quinto álbum de estúdio intitulado Em Cartaz... (1984), ficando por tempos na liderança das paradas de sucessos, e tornando-se o maior sucesso da carreira de Tunai. Em 1999, foi tema da novela Suave Veneno, da TV Globo. Posteriormente, a canção foi regravada pela Banda Eva, Roupa Nova, Elba Ramalho, BBC, Ivete Sangalo e Sampa Crew.